# Słowacja na Mistrzostwach Świata w Lekkoatletyce 2013
Słowacja na Mistrzostwach Świata w Lekkoatletyce 2013 – reprezentacja Słowacji podczas Mistrzostw Świata w Moskwie liczyła 11 zawodników.

## Występy reprezentantów Słowacji

### Mężczyźni

#### Konkurencje biegowe
| Konkurencja   | Zawodnik     | Runda 1  | Runda 1 | Półfinał | Półfinał | Finał        | Finał   |
| Konkurencja   | Zawodnik     | Rezultat | Pozycja | Rezultat | Pozycja  | Rezultat     | Pozycja |
| ------------- | ------------ | -------- | ------- | -------- | -------- | ------------ | ------- |
| Bieg na 100 m | Adam Zavacký | 10,46    | 41.     | NQ       | NQ       | NQ           | NQ      |
| Bieg na 800 m | Jozef Repčík | 1:47,93  | 31.     | NQ       | NQ       | NQ           | NQ      |
| Chód na 20 km | Anton Kucmin | —        | —       | —        | —        | 1:24:38      | 21.     |
| Chód na 50 km | Dušan Majdan | —        | —       | —        | —        | 3:41:07 (SB) | 5.      |
| Chód na 50 km | Matej Tóth   | —        | —       | —        | —        | 3:57:50 (PB) | 39.     |

#### Konkurencje techniczne
| Konkurencja | Zawodnik        | Eliminacje | Eliminacje | Finał    | Finał   |
| Konkurencja | Zawodnik        | Rezultat   | Pozycja    | Rezultat | Pozycja |
| ----------- | --------------- | ---------- | ---------- | -------- | ------- |
| Rzut młotem | Marcel Lomnický | 76,97      | 6. q       | 77,57    | 8.      |

### Kobiety

#### Konkurencje biegowe
| Konkurencja   | Zawodnik       | Runda 1  | Runda 1 | Półfinał | Półfinał | Finał    | Finał   |
| Konkurencja   | Zawodnik       | Rezultat | Pozycja | Rezultat | Pozycja  | Rezultat | Pozycja |
| ------------- | -------------- | -------- | ------- | -------- | -------- | -------- | ------- |
| Chód na 20 km | Maria Czakowá  | —        | —       | —        | —        | 1:36:34  | 51.     |
| Chód na 20 km | Mária Gáliková | —        | —       | —        | —        | DNF      | DNF     |

#### Konkurencje techniczne
| Konkurencja | Zawodnik         | Eliminacje | Eliminacje | Finał    | Finał   |
| Konkurencja | Zawodnik         | Rezultat   | Pozycja    | Rezultat | Pozycja |
| ----------- | ---------------- | ---------- | ---------- | -------- | ------- |
| Skok w dal  | Jana Velďáková   | 6,48       | 19.        | NQ       | NQ      |
| Trójskok    | Dana Velďáková   | 13,88      | 12. q      | 13,84    | 11.     |
| Rzut młotem | Martina Hrašnová | 68,00      | 21.        | NQ       | NQ      |